# Annona purpurea
Annona purpurea, llamada comúnmente manirote, soncoya, sincuya, chincuya, cabeza de negro o toreta, es una especie de la familia Annonaceae distribuida por Centroamérica y zonas de Sudamérica. 

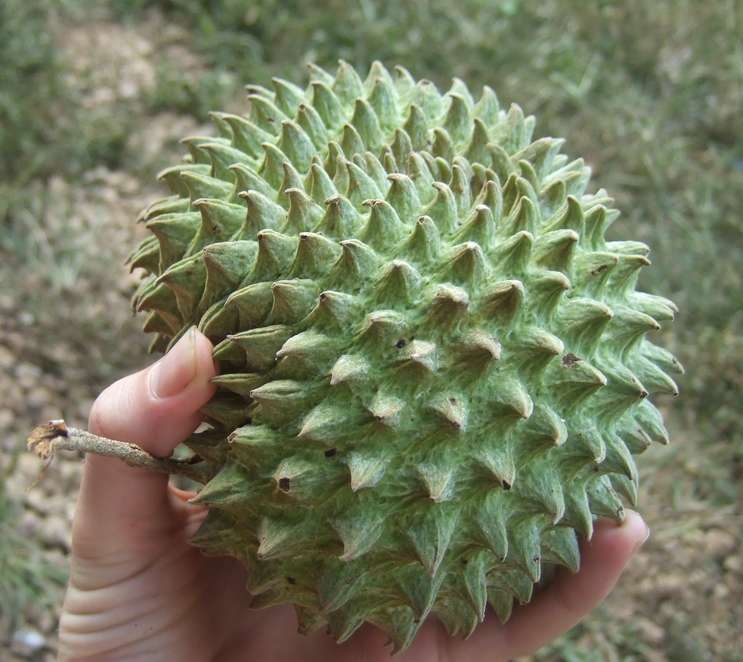
Vista del fruto

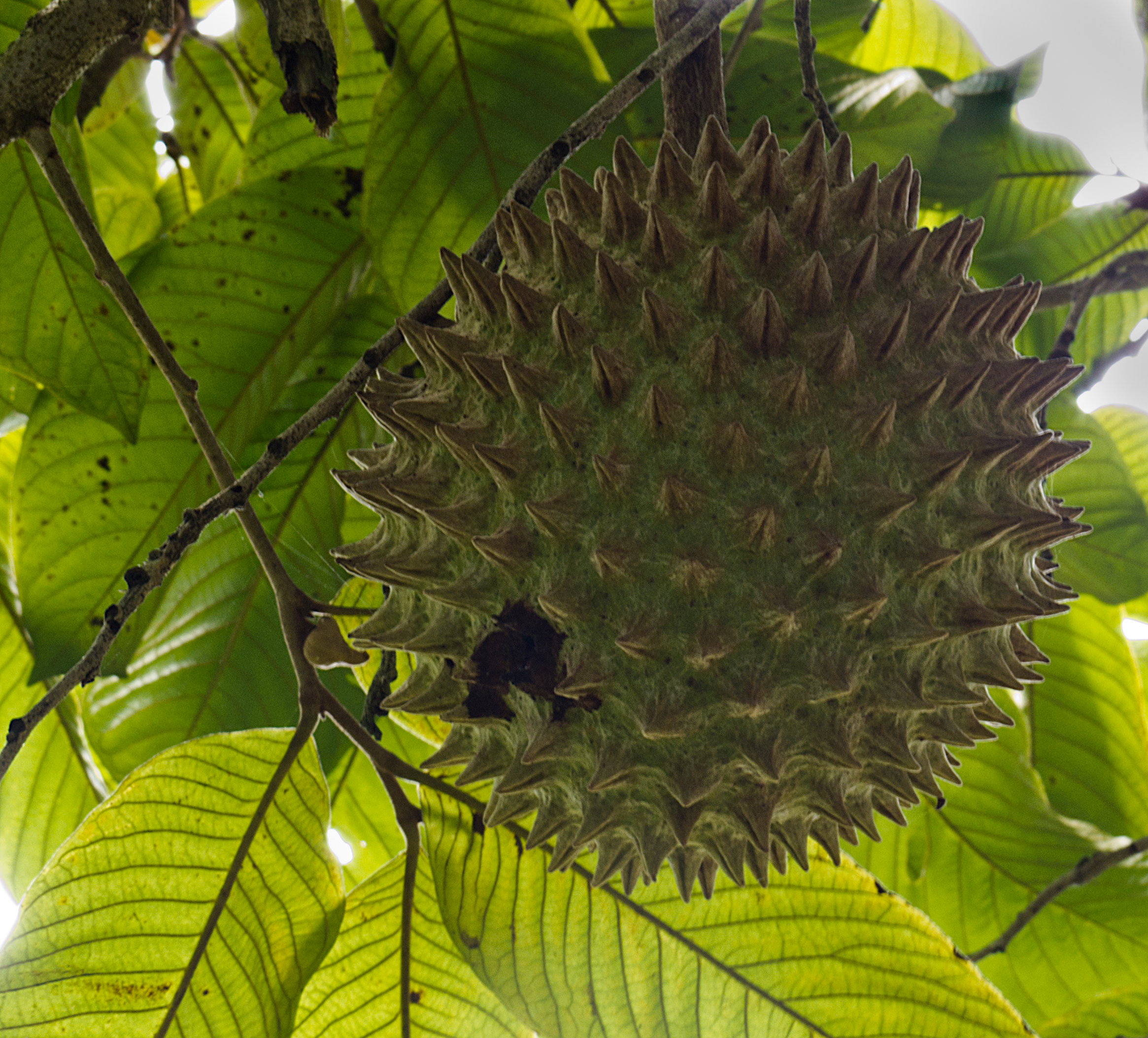
Vista del fruto

## Descripción
Es un árbol de 6 a 10 metros de altura máxima. Hojas grandes, vellosas y flores muy fragantes. El fruto es redondeado, de 15 a 20 cm de ancho y cubierto con una piel marrón de textura afieltrada con proyecciones en forma de garfio. La pulpa, de color anaranjado, es similar en olor, apariencia y sabor a la del mango. Contiene muchas semillas.

## Historia
La Annona purpurea es una fruta que era consumida por los aborígenes americanos y forma parte de la dieta de los habitantes de la región. Esta fruta abunda particularmente en una zona llamada El Palmar del Orinoco, en el estado Anzoátegui, Venezuela, donde crece silvestre. De una fragancia extraordinaria y pesando de 1 a 2 kg aprox. representa un alimento exquisito en los residentes de esa zona. 
La especie Annona purpurea fue clasificada por los botánicos José Mariano Mociño y Martín Sessé durante la expedición botánica al Virreinato de Nueva España (1787-1803) que mandó el rey Carlos III de España. El trabajo de Mociño y Sessé se encuentra en las colecciones del Hunt Institute for Botanical Documentation, que contienen ilustraciones de la flor de Annona purpurea realizadas por Mociño y Sessé.

## Propiedades
La planta es medicinal. En México, el néctar es considerado como un remedio para la fiebre y los escalofríos. En otros lugares se le da para aliviar la ictericia (probablemente a causa de su color). La decocción de la corteza es eficaz contra la disentería y un té de la corteza interna se administra en casos de edema.

## Taxonomía
Annona purpurea fue descrita por Moc. & Sessé ex Dunal y publicado en Monographie de la famille des Anonacées 64, t. 2. 1817.
Etimología
Annona: nombre genérico que deriva del  Taíno Annon.
purpurea: epíteto latino que significa "de color púrpura".
Sinonimia
- Annona involucrata Baill.
- Annona manirote Kunth
- Annona prestoei Hemsl.[7]

## Nombres comunes
chincuya, chincua, cabeza de negro, ilama, pox, poolbox(México), sencuya, cabeza de muerto, matacay o mutucuy (Guatemala), soncuya (Honduras),  anona sincuya, cabeza de muerto, chincuya, cincuyo, cuya, matacuy, sencuyo, sincuya, sincuyo, soncoya, suncuyo (El Salvador), toreta, soncoya (Costa Rica), guanábana torete (Panamá), catiguire, tucuria,Manirito,  maniré (Venezuela), guanacona (Colombia), manirote de la Guayana